# Ен
Ен (фр. Ain) — департамент на сході Франції, один з департаментів регіону Овернь-Рона-Альпи. 
Порядковий номер 1. Адміністративний центр — Бург-ан-Бресс. Населення 515 тис. чоловік (48-е місце серед департаментів, дані 1999 р.).

## Географія
Площа території 5 762 км². Департамент розташований в межиріччі Рони і Сони, на південних відрогах Юрських гір.
Департамент включає 4 округи, 43 кантони і 419 комун.

## Історія
Ен — один з перших департаментів, утворених під час Великої французької революції в березні 1790 р. Виник на території колишніх провінцій Бресс, Бюже, Домбр і Жез. Назва походить від річки Ен.